# Mozambik
Mozambik je država na istočno-jugoistočnoj obali Afrike. Okružena je Južnoafričkom Republikom, Esvatinijem, Zimbabveom, Zambijom, Malavijem i Tanzanijom.

## Povijest
Prvi stanovnici Mozambika su bili lovački i sakupljački narod San. Između prvog i četvrtog stoljeća, ova su područja naselili Bantu plemena, koji su se više bavili poljoprivredom i obradom željeza.
Kada su Portugalci 1498. godine doplovili do Mozambika, našli su brojne arapske trgovce uz obalu. Prvi europljanin na Mozambičkom tlu je bio portugalski moreplovac Vasco da Gama. Portugalci su izgradili brojne luke i tvrđave uz obalu koji su postali redovite postaje na putu za istok.
Početkom 20. stoljeća, Portugalci su prodali veći dio mozambičkog gospodarstva privatnim firmama (većinom britanskim). Britanci su Mozambik prometno povezali s okolnim zemljama željeznicom. Također su u Mozambiku nabavljali jeftinu (robovsku) radnu snagu za svoje rudnike u Južnoj Africi.
Poslije Drugog svjetskog rata, kada su europske države mahom davale neovisnost svojim kolonijama, Portugal je odlučio da su Mozambik i ostali prekomorski portugalski posjedi, samo prekomorski teritoriji matične zemlje. U to vrijeme u Mozambiku je živjelo oko 250.000 Portugalaca. Tijekom godina je značajno porastao mozambički pokret za nezavisnost, da bi 1962. nekoliko antikolonijalnih političkih skupina osnovalo FRELIMO. Ta organizacija je pokrenula masovne oružane napade na kolonijalnu vladu u rujnu 1964. Nakon 10 godina ratovanja i nakon velikih političkih promjena u Portugalu, Mozambik je postao nezavisan 25. lipnja 1975. Prvi predsjednik bio je Samora Moises Machel.
Od 1975. FRELIMO je vladao Mozambikom u jednostranačkom sustavu. Uskoro je izbio dugi građanski rat (1976. – 1992.) protiv antikomunističke strannke znane kao Mozambički nacionalni otpor ili RENAMO. RENAMOVI ustanici primali su pomoć iz apartheidskih režima bjelačke manjine u Rodeziji i Južnoj Africi. Rat je okončan 1992. godine. Uvjeti za kraj rata stovrili su se 1990. godine. Hladni rat je te godine bio gotov, apartheidski režim u Južnoj Africi je pao. FRELIMO je odobrio novi ustav studenoga 1990. čime je uspostavljen višestranački sustav. 4. listopada 1992. godine Rimski opći mirovni sporazumi koje je ispregovarala Zajednica sv. Egidija uz potporu UN-a, utrli su put k miru. Potpisali su ih predsjednik Chissano i RENAMOV vođa Afonso Dhlakama. Stupili su na snagu 15. listopada 1992. godine. U Mozambik su došle UN-ove postrojbe ONUMOZ od 7500 pripadnika koje su dvije godine nadzirale prijelazu u demokraciju. Tu je još bilo 2400 međunarodnih promatrača koji su nadzirali prve izbore. Zadnji ONUMOZOV kontingent napustio je Mozambik početkom 1995. godine. Od prvih demokratskih izbora 27. – 28. listopada 1994. pa nadalje, FRELIMO je bio većinska stranka u parlamentu u Mozambiku. Rat je ostavio brojne mine po zemlji. Do kraja rata poginulo je milijun ljudi a pet milijuna je bilo prognanika i izbjeglica, od ukupno oko 13-15 milijuna stanovnika. Rujna 2015. država je proglašena službeno oslobođena od nagaznih mina. Razminiranje je bilo financirano iz fonda HALO trust koji su financirale SAD i V. Britanija. Posljednja mina je detonirana na ceremoniji. No, travnja 2013. izbio je novi RENAMOV ustanak koji još traje. Primirje je dogovoreno rujna 2014., a nova su nasilja izbila sredinom 2015. godine.

## Politika
Mozambički ustav je donesen 1990. godine, a prvi demokratski izbori su održani 1994. godine. Izvršna vlast se sastoji od predsjednika, premijera i Vijeća ministara. Sudstvo je podijeljeno na vrhovne, regionalne, okružne i općinske sudove.
Na izborima 1994. godine Joaquim Chissano je postao predsjednik, a njegova stranka FRELIMO (Mozambička oslobodilačka fronta) je osvojila vlast u zemlji.
Zbog priklonjenosti Mozambika SSSR-u, apartheidski režim u Južnoj Africi je godinama financirao pokrete koji su destabilizirali Mozambik.
Nakon pada Sovjetskog Saveza, glavni gospodarski partneri Mozambika su postali Skandinavci, SAD i Europska unija (posebno Portugal, Nizozemska i Italija).
Mozambik je član Pokreta nesvrstanih, Afričke Unije, OIC-a (ili OCI-a), CPLP-a i Commonwealtha (jedina država članica koja nikad nije bila dio Britanskog Imperija).
Mozambik je republika. Predsjednik se bira na mandat od 5 godina.

## Regije
Mozambik je podijeljen na 10 regija:
- Cabo Delgado
- Gaza
- Inhambane
- Manica
- Maputo (gl. grad: Matola)
- Nampula
- Niassa
- Sofala
- Tete
- Zambesia

## Zemljopis
Mozambik se nalazi na istočno-jugoistočnoj obali Afrike, na dijelu kontinenta koji je najniži (polovina teritorija Mozambika se nalazi ispod 230 m nadmorske visine). Planinski lanac Inyanga se nalazi na zapadu zemlje i dosiže do 2500 m. Najviši dijelovi teritorija se nalaze na granicama sa Zimbabveom, Zambijom i Malavijem.
Obala Mozambika je vrlo nepravilnog izgleda, zemlja sadrži veliku količinu močvara, posebno u srednjem dijelu zemlje. Plaže Mozambika su vrlo privlačne za turizam, voda je čista i nezagađena.
Zemlju dijeli rijeka Zambezi.
U Mozambiku se izmjenjuju dva godišnja doba: kišna sezona visokih temperatura traje od studenog do ožujka, a hladna suha sezona traje od svibnja do rujna.

### Eksklave i enklave
Otoci Likoma i Chizumulu službeno pripadaju Malaviju, ali su u potpunosti okruženi mozambičkim jezerom Niassa.

## Ekonomija
Kada je 1992. godine završio građanski rat u zemlji, Mozambik je bio jedna od najsiromašnijih zemalja na svijetu. Još je uvijek jedna od najmanje razvijenih zemalja, ali zadnjih godina se događa znatni rast gospodarstva. Na sastanku članova Pariškog kluba u rujnu 2001. godine, Mozambiku je oprošten značajan vanjski dug, čime se potaknuo razvitak te zemlje.
Zbrinjavanje ratnih prognanika i izbjeglica i uspješna reforma gospodarstva je dovela zemlju do značajnog rasta: prosječan rast od 1993. do 1999. je bio 6.7%; a između 1997. i 1999. godine, rast je bio preko 10% godišnje. Velike poplave koje su se dogodile 2000. godine smanjile su rast na 2.1%. 2001. godine, zemlja je ostvarila gospodarski rast od čak 14.8%. Procjenjuje se da će idućih godina gospodarski rast zemlje biti između 7% do 10%.
Posebno je naglašen razvitak na poljoprivredu, promet i turizam.
Više od 75% stanovništva Mozambika se bavi poljoprivredom. U okolini grada Moatize nalaze se rudnici ugljena, a grada Chibuto rudnici željeza.
Glavni izvozni proizvodi Mozambika su pamuk, šećer, čaj.
Brana Massingir je brana na rijeci Olifants, u regiji Gaza.

## Demografija
Mozambik je zemlja s mnogobrojnim etničkim skupinama, koje se opet dijele u brojne podskupine. Narodi koji žive u Mozambiku se razlikuju jezično, kulturno i povijesno. Mnoge etničke skupine su povezane povijesno sa sličnim etničkim skupinama u susjednim zemljama.
Sjeverno-središnje provincije Zambezija i Nampula su najnaseljenije u zemlji, 45% stanovništva živi u tim regijama. Etinčka skupina Makua koja ima oko 4 milijuna pripadnika je najdominantnija u sjevernom dijelu zemlje. Narodi Sena i Ndau su najnaseljeniji u dolini Zambezi, a na jugu zemlje dominira narod Shangaan (Tsonga).
Unatoč utjecaju arapskih trgovaca i europskih kolonizatora, narodi u Mozambiku su u velikoj mjeri očuvali svoju kulturu. Narodi Mozambika su poznati po izradi predmeta od drveta (posebno Makonde koji žive na sjeveru države) i po raznim oblicima plesa. Visoki i srednji slojevi društva još uvijek njeguju portugalsku kulturu i jezik. 
Tijekom razdoblja kolonizacije, veliki broj kršćanskih misionara je došao u Mozambik, zbog čega danas 20%-30% stanovništva se izjašnjava kršćanima (većinom katolicima). Oko 15%-20% stanovništva su islamske vjeroispovijesti, a ostatak stanovništva većinom njeguje tradicionalne vjere.

### Obrazovanje
Tijekom kolonijalne vlasti, obrazovanje za crno stanovništvo je bilo ograničeno, tako da je 93% stanovništva bilo nepismeno.
Poslije odlaska kolonizatora, pokrenut je jaki program obrazovanja stanovništva, tako da se nepismenost smanjila za oko dvije trećine. Unatoč programima za obrazovanje stanovništva, edukacija je još uvijek veliki problem u Mozambiku, zato što izgradnja novih škola i obrazovanje učitelja zaostaje za rastom stanovništva.

## Kultura
Mozambik je poznat po brojnim umjetnicima, pogotovo kiparima i slikarima. Neki od istaknutijih slikara su: Malangatana, Naguib, Ismael Abdula, Samat i Idasse. Mozambik je poznat i po glazbi u kojoj se miješaju narodna glazba i portugalski i arpaski utjecaji. Najpoznatiji oblik plesne glazbe je marrabenta.

## Vanjske poveznice
- Informacije na portugalskom  Arhivirana inačica izvorne stranice od 23. listopada 2005. (Wayback Machine) ili na engleskom  Arhivirana inačica izvorne stranice od 28. ožujka 2005. (Wayback Machine).
- informacije na francuskom : site de Amigos de Moçambique, asbl  Arhivirana inačica izvorne stranice od 29. kolovoza 2005. (Wayback Machine)